# 内路村
内路村（ないろむら）は、日本の領有下において樺太に存在した村（指定町村）。
現在はロシア連邦がサハリン州ガステロ (Гастелло) などとして実効支配している。

## 概要
- 北緯50度線と敷香市街地への分岐点であった。
- 軍事上重要な拠点であり飛行場も存在していた。
- 名好郡恵須取町に向かう内恵道路の基点であり、鉄道省省営自動車内恵線の基地となる内路自動車区が置かれていた。内恵線は内路駅前と恵須取間107.3kmを1944年当時5時間50分あまりで結んでいた。

- 内路村の町並み

## 歴史
- 1915年（大正4年）6月26日 - 「樺太ノ郡町村編制ニ関スル件」（大正4年勅令第101号）の施行により行政区画として発足。敷香支庁が管轄。
- 1923年（大正12年）4月1日 - 元泊郡新問村と合併して元泊郡新路村となる。
- 1924年（大正13年） 4月1日 - 新問地域を含む泊岸村が新路村から分立。
- 1926年（昭和1年）5月1日 - 新路村から内路村に改称する。
- 1928年（昭和3年）12月31日 - 元泊郡内路村の一部が敷香郡内路村となる。
- 1929年（昭和4年）7月1日 - 樺太町村制の施行により二級町村となる。
- 1943年（昭和18年）4月1日
  - 「樺太ニ施行スル法律ノ特例ニ関スル件」（大正9年勅令第124号）が廃止され、内地編入。
  - 指定町村となる。
- 1945年（昭和20年）8月22日 - ソビエト連邦により占拠される。
- 1949年（昭和24年）6月1日 - 国家行政組織法の施行のため法的に樺太庁が廃止。同日内路村廃止。

## 村内の地名
| - 内路 - 内川（ないかわ） - 浜町（はままち） - 床佐（とこさ） - 植柴（うえしば） | - 幌藻（ほろも） - 岸根（きしね） - 畝富内（うねとんない） - 内路沢（ないろざわ） - 新内峠（にいないとうげ） |

（）

## 地域

### 教育
以下の学校一覧は1945年（昭和20年）4月1日現在のもの。
- 樺太公立内路国民学校
- 樺太公立上内路国民学校
- 樺太公立内川国民学校